# Vincetoxicum maeoticum
Vincetoxicum maeoticum là một loài thực vật có hoa trong họ La bố ma. Loài này được Barbar. miêu tả khoa học đầu tiên.